# Marignane Gignac Côte Bleue FC
Marignane Gignac Côte Bleue Football Club – francuski klub piłkarski z siedzibą w Marignane.

## Historia
Klub został założony w 1904 jako Union Sportive de Marignane (US Marignane). W 2016 połączył się z Association Sportive Gignacaise (AC Gignac), tworząc Marignane Gignac Football Club (Marignane Gignac FC). W 2022 doszło z kolei do fuzji z Football Club Côte Bleue (FC Côte Bleue), w wyniku czego powstał Marignane Gignac Côte Bleue Football Club (Marignane Gignac Côte Bleue FC).
W swojej historii przez jeden sezon występował w drugiej lidze, w edycji 1965/1966, zajął wówczas 19. miejsce i spadł trzeciej ligi. W niej z kolei występował przez pięć sezonów, a w rozgrywkach 2023/2024 jako beniaminek rozpoczął swój szósty sezon na tym poziomie ligowym.

### Chronologia nazw
- 1924–2016 – Union Sportive de Marignane (US Marignane)
- 2016–2022 – Marignane Gignac Football Club (Marignane Gignac FC)
- od 2022 – Marignane Gignac Côte Bleue Football Club (Marignane Gignac Côte Bleue FC)

### Historia występów w drugiej i trzeciej lidze
| Sezon   | Poziom | Liga       | Grupa   | Miejsce | Uwagi  | Nazwa                          |
| ------- | ------ | ---------- | ------- | ------- | ------ | ------------------------------ |
| 1964/65 | III    | CFA        | Sud-Est |         | awans  | US Marignane                   |
| 1965/66 | II     | Division 2 | –       | 19.     | spadek | US Marignane                   |
| 1969/70 | III    | CFA        | Sud     |         |        | US Marignane                   |
| 1970/71 | III    | Division 3 | Sud-Est |         |        | US Marignane                   |
| 1971/72 | III    | Division 3 | Sud-Est | spadek  |        | US Marignane                   |
| 2018/19 | III    | National   | –       | 16.     | spadek | Marignane Gignac FC            |
| 2023/24 | III    | National   | –       |         |        | Marignane Gignac Côte Bleue FC |

## Reprezentanci kraju grający w klubie
stan na listopad 2023

Marignane Gignac Côte Bleue FC
|  | - Salim Arrache - Rachid Natouri - Akim Zedadka - Guillaume Bieganski - Georges Carnus - Kassim Abdallah - Moubarak Abdallah - Aadil Assana |  | - Ibor Bakar - Saïd Ben Boina - Loutfi Daoudou - Salim Mramboini - Ibrahim Rachidi - Yacine Saandi - Benhamadi Ybnou Charaf |  | - Nakim Youssoufa - Randi Goteni - Alexandre Ramalingom - David-Alexandre Dicanot - Houssen Abderrahmane - Sulliman Mazadou - Mouhamed Kané |

AS Gignac
- Brice Noubou

FC Côte Bleue
|  | - Ismaël Bandé - Abdou Boinahéri - Djamalldine Bounou - Cheikh Houmadi - Ibrahim Iyad Issimaila |  | - Kassim M’Dahoma - Faïz Selemani - Nakim Youssoufa - / Faydine Daroussi - Arnaud Tattevin |